# Francisco Ximenes de Aragão
Francisco Ximenes de Aragão (, ) foi um político brasileiro que foi governador da Capitania do Ceará no período de 7 de setembro de 1739 a 1742.
Foi nomeado por Carta Régia datada de 17 de abril de 1739.